# Liste der Biografien/Zau
Liste der Biografien |
Portal Biografien |
Personensuche
# |
A |
B |
C |
D |
E |
F |
G |
H |
I |
J |
K |
L |
M |
N |
O |
P |
Q |
R |
S |
T |
U |
V |
W |
X |
Y |
Z |
?
 
Za |
Zb |
Zc |
Zd |
Ze |
Zf |
Zg |
Zh |
Zi |
Zj |
Zk |
Zl |
Zm |
Zn |
Zo |
Zr |
Zs |
Zu |
Zv |
Zw |
Zy |
Zz
 
Zaa |
Zab |
Zac |
Zad |
Zae |
Zaf |
Zag |
Zah |
Zai |
Zaj |
Zak |
Zal |
Zam |
Zan |
Zao |
Zap |
Zaq |
Zar |
Zas |
Zat |
Zau |
Zav |
Zaw |
Zax |
Zay |
Zaz
Die Liste der Biografien führt alle Personen auf, die in der deutschsprachigen Wikipedia einen Artikel haben. Dieses ist eine Teilliste mit 100 Einträgen von Personen, deren Namen mit den Buchstaben „Zau“ beginnt.

## Zau

### Zaub
- Zaubeck, Franz (1856–1935), österreichischer Hutmacher und Politiker
- Zaubek, Othmar (1949–2014), österreichischer Heimatforscher und Wissenschaftsjournalist
- Zauber, Angelika (* 1958), deutsche Mittel- und Langstreckenläuferin
- Zauber, Lutz (* 1958), deutscher Leichtathlet
- Zauber, Samuel († 1986), rumänischer Fußballtorhüter
- Zauberman, Yolande, französische Regisseurin und Drehbuchautorin

### Zauc
- Zauche, Arno (1875–1941), deutscher Bildhauer
- Zauchenberger, Michael (1604–1668), Vizedom von Friesach

### Zaud
- Zaudig, Michael (* 1950), deutscher Psychiater, Psychosomatiker und Verhaltenstherapeut
- Zauditu (1876–1930), erste Monarchin ÄthiopiensZauditu (1876–1930)

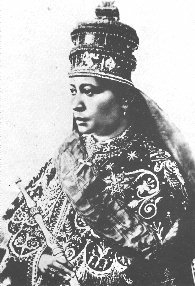
Zauditu (1876–1930)

### Zauf
- Zaufke, Thomas (* 1966), deutscher Komponist

### Zaug
- Zaugg, Adrian (* 1986), südafrikanischer Rennfahrer
- Zaugg, Andreas (* 1985), Schweizer Radballer
- Zaugg, Ernst (1934–2016), Schweizer Sprinter
- Zaugg, Ernst Rudolf (1880–1976), Schweizer Elektrotechniker, Eisenbahningenieur und Erfinder
- Zaugg, Esther (* 1949), Schweizer Fussballspielerin
- Zaugg, Fritz (1885–1956), Schweizer Politiker
- Zaugg, Hans (1913–1990), Schweizer Architekt der "Solothurner Schule"
- Zaugg, Hans-Peter (* 1952), Schweizer Fußballspieler und -trainer
- Zaugg, Judith (* 1970), Schweizer Grafikerin und Illustratorin
- Zaugg, Kurt (1920–1998), Schweizer Radrennfahrer
- Zaugg, Oliver (* 1981), Schweizer Radrennfahrer
- Zaugg, Otto (1906–1998), Schweizer Beamter (Flüchtlingspolitik)
- Zaugg, Rémy (1943–2005), Schweizer Künstler
- Zaugg-Graf, Hannes (1966–2025), Schweizer Politiker (GLP)
- Zaugg-Siergiej, Jinelle (* 1986), US-amerikanische Eishockeyspielerin und -trainerin

### Zaul
- Zaula, Kitija (* 2004), lettische Leichtathletin
- Zauleck, Franz (* 1950), deutscher Bühnenbildner, Grafiker und Bilderbuchautor
- Zauli, Domenico († 1722), italienischer Bischof
- Zauli, Giovanni Battista (1743–1819), italienischer römisch-katholischer Geistlicher und Kardinal

### Zaum
- Zaum, Christian (* 1969), deutscher Politiker (AfD), Bundestagsabgeordneter
- Zaum, Georg (* 1946), deutscher Manager, Vorstandsvorsitzender der Mecklenburgischen Versicherungsgruppe
- Zaumseil, Andrea (* 1957), deutsche Bildhauerin
- Zaumseil, Jana (* 1977), deutsche Chemikerin
- Zaumseil, Uta (* 1962), deutsche Künstlerin

### Zaun
- Zaun, Fritz (1893–1966), deutscher Dirigent und Musikpädagoge
- Zaun, Fritz (1946–2025), österreichischer Graphiker und Politiker (GRÜNE), Abgeordneter zum Nationalrat
- Zaun, Hansotto (1930–2018), deutscher Mediziner, Dekan der Medizinischen Fakultät der Universität des Saarlandes
- Zaun, Harald (* 1962), deutscher Wissenschaftsjournalist
- Žauna, Irēna (* 1981), lettische Leichtathletin
- Zaunagg, Melchior von (1667–1747), österreichischer römisch-katholischer Geistlicher, Zisterzienser und Abt
- Zaunegger, Josef (1851–1923), österreichischer Apotheker und Politiker (CS), Landtagsabgeordneter, Abgeordneter zum Nationalrat
- Zäunemann, Sidonia Hedwig (1711–1740), deutsche DichterinSidonia Hedwig Zäunemann (1711–1740)

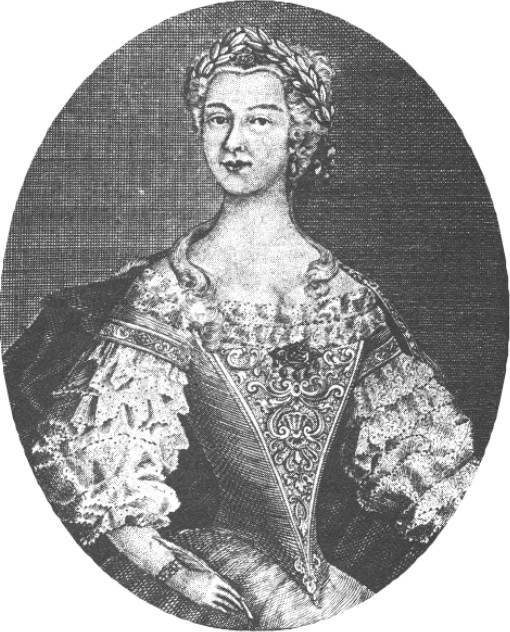
Sidonia Hedwig Zäunemann (1711–1740)

- Zauner, Adolf (1870–1940), österreichischer Romanist
- Zauner, Albrecht (* 1962), österreichischer Bildhauer
- Zauner, Alois (1925–2009), österreichischer Historiker und Archivar
- Zauner, David (* 1985), österreichischer Skispringer und Nordischer Kombinierer
- Zauner, Elke (* 1972), deutsche Malerin
- Zauner, Franz (1876–1943), deutscher Kunsthistoriker und Schriftsteller
- Zauner, Franz (1904–1994), österreichischer römisch-katholischer Geistlicher, Bischof von Linz
- Zauner, Franz Anton von (1746–1822), österreichischer Bildhauer
- Zauner, Friedrich (1936–2022), österreichischer Schriftsteller
- Zauner, Georg (1920–1997), deutscher Filmregisseur, Drehbuchautor und Science-Fiction-Autor
- Zauner, Georg (1928–1995), österreichischer Bildhauer
- Zäuner, Günther (1957–2023), österreichischer Schriftsteller und Journalist
- Zauner, Hans (1885–1973), deutscher Kommunalpolitiker (NSDAP, CSU)
- Zauner, Hansjörg (1959–2017), österreichischer Schriftsteller und bildender Künstler
- Zauner, Johann (1929–1999), österreichischer Politiker (SPÖ), Landtagsabgeordneter
- Zauner, Johannes (1913–1977), österreichischer römisch-katholischer Ordenspriester und Propst von St. Florian
- Zauner, Josef (1876–1967), österreichischer Politiker (CSP), Abgeordneter zum Nationalrat
- Zäuner, Josef (1890–1950), deutscher Kommunist und Widerstandskämpfer
- Zauner, Josef (1895–1959), rumäniendeutscher Verleger, Esperantist und Pionier der europäischen Einigung
- Zauner, Josef (* 1948), österreichischer Konditormeister
- Zauner, Judas Thaddäus (1750–1815), Rechtswissenschaftler, Historiker und Hochschullehrer
- Zauner, Karin (* 1966), österreichische Journalistin
- Zauner, Lambert (1885–1950), österreichischer Geistlicher und Abt des Stiftes Lambach (1932–1946)
- Zauner, Martin (* 1962), österreichischer Schauspieler und Regisseur
- Zauner, Martin (* 1971), österreichischer Politiker (FPÖ)
- Zauner, Matthias (* 1986), österreichischer Politiker (ÖVP), Mitglied des Bundesrates
- Zauner, Michelle (* 1989), koreanisch-US-amerikanischen Musikerin
- Zauner, Paul (* 1959), österreichischer Jazzmusiker und Musikproduzent
- Zauner, Peter (1886–1973), österreichischer Kapellmeister, Kirchenmusiker, Musiklehrer und Komponist
- Zauner, Peter (* 1983), österreichischer Badmintonspieler
- Zauner, Sebastian (* 1994), deutsch-österreichischer Eishockeyspieler
- Zauner, Stefan (* 1952), deutscher Musiker, Komponist und MusikproduzentStefan Zauner (* 1952)

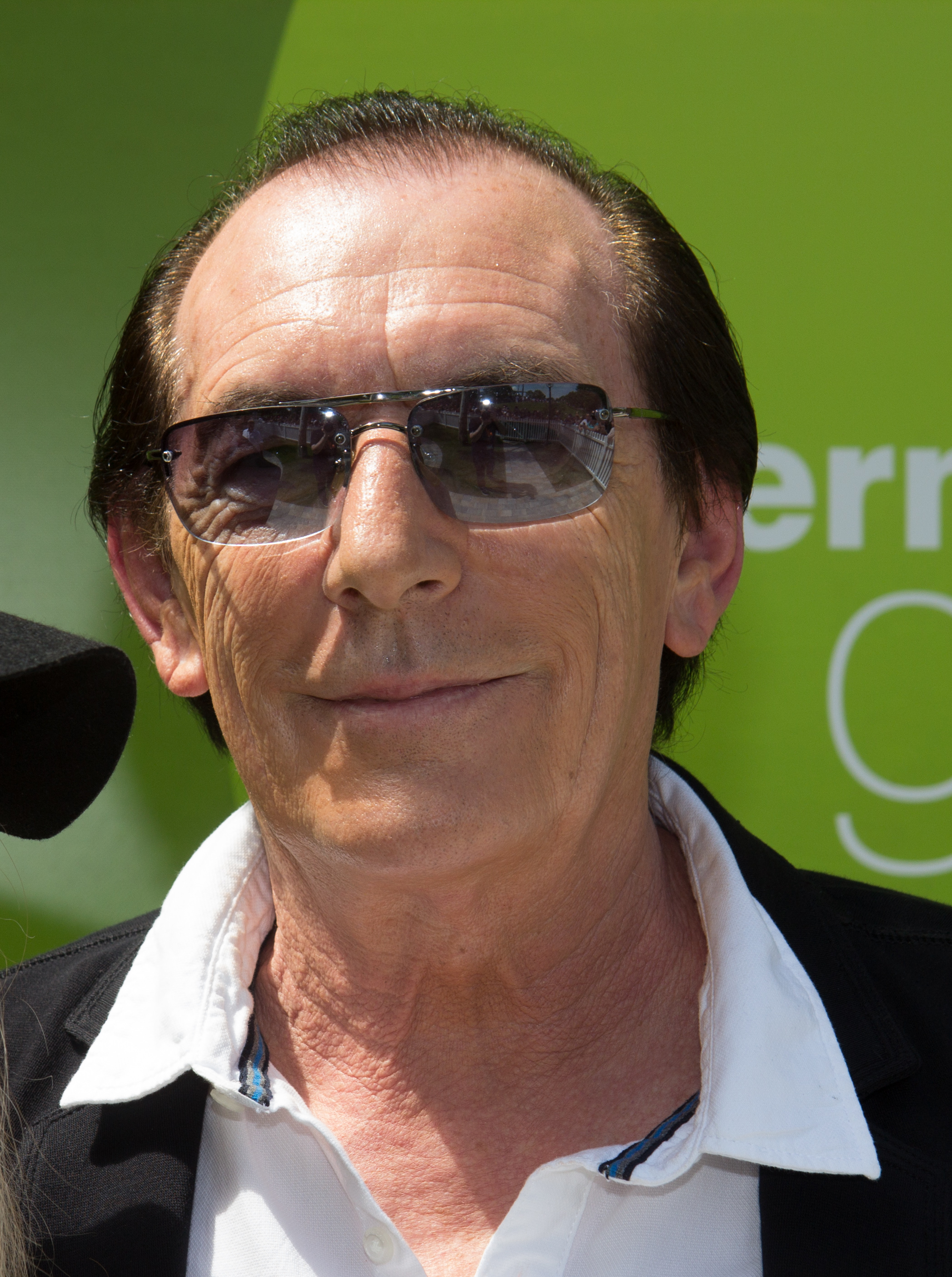
Stefan Zauner (* 1952)

- Zauner, Wilhelm (1929–2015), österreichischer römisch-katholischer Theologe
- Zauner, Xenia (* 1980), österreichische Polizeibeamtin, Leiterin der Einsatzabteilung der Wiener Polizei
- Zauner-Pagitsch, Anna (* 1963), österreichische Harfenistin
- Zaunert, Paul (1879–1959), deutscher Sagenforscher
- Zaunick, Rudolph (1893–1967), deutscher Wissenschaftshistoriker
- Zaunitzer-Haase, Ingeborg (* 1929), deutsche Wirtschaftsjournalistin
- ZaunköniG (* 1972), deutscher Lyriker, Übersetzer und Verleger
- Zaunmüller, Thorsten (* 1970), deutscher Fußballtrainer
- Zaunschirm, Franz (* 1953), österreichischer Komponist, Dirigent und Musikpädagoge
- Zaunschirm, Thomas (* 1943), österreichischer Kunstwissenschaftler
- Zaunschliffer, Heinrich Philipp (1686–1761), deutscher Jurist und Professor an der Universität Marburg
- Zaunschliffer, Otto Philipp (1653–1729), deutscher Jurist und Professor an der Universität Marburg
- Zaunstöck, Holger (* 1967), deutscher Historiker

### Zaup
- Zaupser, Andreas Dominikus (1746–1795), bayerischer Jurist, Schriftsteller und Aufklärer

### Zaur
- Zauri, Luciano (* 1978), italienischer Fußballspieler
- Zauritz, Josef (1897–1933), deutscher Polizist und NS-Opfer

### Zaus
- Zaus, Martin (1861–1905), böhmischer Orgelbauer
- Zauser, Therese (1910–1942), österreichische Varieté- und Ausdruckstänzerin
- Zausig, Amand (1804–1847), deutscher Zeichner, Miniaturporträt-Maler und Aquarellist
- Zausinger, Hans (1935–2018), deutscher Elektroinstallateur, Unternehmer, Verbandsfunktionär und Senator (Bayern)
- Zausinger, Ludwig (1929–2013), deutscher Fußballspieler
- Zaussinger, Adolf (* 1938), österreichischer Landtechniker und Hochschullehrer

### Zaut
- Zautys, Tatjana (* 1980), deutsche Volleyballspielerin

### Zauz
- Zauzich, Karl-Theodor (1939–2021), deutscher Ägyptologe und Demotist
- Zauzich, Maria-Christine (1944–2009), deutsche Journalistin